# Gronjasta zvezdica
Gronjasta zvezdica (lat. Symphyotrichum lanceolatum) je višegodišnja zeljasta biljka iz porodice glavočika (Asteraceae).
Poreklom je iz Severne Amerike a u Evropu je unešena kao ukrasna biljka krajem XVIII. veka, da bi se tokom XIX. veka potpuno raširila. U Srbiji, kao i u celoj Evropi se vodi kao invazivna strana vrsta.

## Opis biljke
Poseduje uspravnu stabljiku koja obično naraste 1,5 m a ponekad dostiže i visinu od 2 m, duž koje se često nalaze vertikalne linije belih dlačica. Ima korpulentan rizom koji može da obrazuje kolonije. Listovi su prosti, celi i naizmenično raspoređeni. Donji listovi ponekad mogu biti nazubljeni. Izduženi su i uzani, lancetastog oblika, dužine oko 12 cm, a širine oko 2 cm. Cvast je prečnika oko 1-2 cm. Jedna glavičasta cvast se sastoji od oko 20-40 jezičastih cvetova, koji okružuju gusto zbijene, brojne cevaste cvetove. Krunica cevastih cvetova je dužine od 3-5 mm. Izdužena je i prvobitno je žute boje, ali kasnije postaje narandžasta do crvena. Jezičasti cvetovi su jednopolni i poseduju tučke, dok su cevasti cvetovi dvopolni.

## Stanište
Poreklom je iz Severne Amerike (Kanada, SAD). Preferira osunčana mesta i vlažne uslove. Omiljene lokacije su joj mesta gde se privremeno formiraju bare, koje se nakon toga isuše. Na otvorenim oblastima se širi veoma brzo i agresivno pomoću rizoma.

## Upotreba
Američki starosedeoci iz naroda Zuni su koristili ovu biljku da zaustave krvarenje iz nosa, dok su je Irokezi koristili u lečenju groznice.

## Status u Srbiji
Iako je u početku važila za dekorativnu vrstu za sadnju po baštama, ova biljka se pojavila i u prirodi, te ima status invazivne strane (alohtone) vrste. Javlja se spontano u manjim grupama uz rečne obale i smetlišta. Prema istraživanjima koja su vođena za sada se nije raširila u Srbiji, javlja se sporadično.

## Spoljašnje veze
- „Symphyotrichum lanceolatum”. Natural Resources Conservation Service PLANTS Database. USDA.
- Panicled Aster. WIKIMEDIA COMMONS